# Zamek w Goniądzu
Zamek w Goniądzu – nieistniejący drewniany zamek położony nad Biebrzą w Goniądzu w województwie podlaskim na terenie dawnej ziemi wiskiej wchodzącej w skład Księstwa Mazowieckiego.
Goniądz powstał przy jedynej przeprawie przez bagna jaćwieskie na szlaku handlowym biegnącym do Prus i na Mazowsze, który w 1414 roku był wspominany też jako droga z Goniądza do Wizny. Wcześniej jednak przypuszczalnie istniał już tu ufortyfikowany mazowiecki gród. Pierwsza wzmianka o Goniądzu pochodzi z 1358 r. jako miejscowości w składzie mazowieckiej ziemi wiskiej. W dniu 2 grudnia 1382 książę mazowiecki Siemowit IV z bratem Januszem I Starszym zastawił zakonowi krzyżackiemu zamek Wiznę z powiatem goniądzkim, który Siemowit IV wykupił z powrotem w styczniu 1402 roku, jednak w tajnym układzie Krzyżacy przekazali jednocześnie ziemię wiską litewskiemu księciu Witoldowi Kiejstutowiczowi, co doprowadziło do skarg książąt mazowieckich. W 1426 r. Goniądz zajął książę Witold Kiejstutowicz. W 1505 roku król Aleksander Jagiellończyk nadał Goniądz kniaziowi Michałowi Glińskiemu, a w 1509 roku król Zygmunt Stary przekazał miasto w ręce kanclerza Mikołaja Radziwiłła i jego potomków. W 1569 r. na mocy ustaleń Unii Lubelskiej Goniądz został włączony do Korony Królestwa Polskiego. W 1571 r. księżna Anna z Radziwiłłów Kiszczyna zapisała dobra rajgrodzko - goniądzkie królowi Zygmuntowi Augustowi, który wyodrębnił z nich osobne starostwo goniądzkie, obejmujące 4 folwarki i 20 wsi. W 1579 roku król Stefan Batory ustanawił tu skład i warzelnię soli oraz port rzeczny, nakazując mieszkańcom województwa podlaskiego zaopatrywanie się w sól w żupie goniądzkiej, zabraniając sprowadzania soli morskiej (te przywileje uzyskał od króla starosta Jan Zamoyski, a skład działał aż do lat 70. XIX wieku). 
Nie wiadomo, czy zamek był całkowicie drewniany, czy też posiadał jakieś budynki murowane. Całość zwana była Wielkim Dworcem Goniądzkim. W 1536 roku namiestnikiem zamku z ramienia Jana Mikołaja Radziwiłła był Stanisław Grajewski. W inwentarzu z 1571 r. napisano o położeniu zamku: Tuż u miasta, mało nie w mieście.... Inwentarz wspomina też o przygrodku położonym pod zamkiem nad rzeką. W inwentarzu z 1574 r. napisano, że zamek zbudowano w pobliżu rzeki Biebrzy. Zamek w XVI wieku był już stary, pokryty dachami gontowymi i miał cztery wieże. Między wieżami znajdowało się 89 tzw. horodni, które były budowanymi w zrąb drewnianymi obszernymi skrzyniami wypełnionymi ziemią, o które oparte była konstrukcja ścian zamku. Spośród nich 17 horodni nie było wypełnione ziemią, posiadały drzwi i służyły jako pomieszczenia magazynowe. Wieża bramna z podwójnymi wierzejami zbudowana była z drzewa dębowego. W wieży usytuowany był również areszt (turma). Bramę poprzedzał most zwodzony na dwóch łańcuchach żelaznych. Po  wejściu do zamku, po lewej stronie znajdował się parterowy dom. Również po lewej stronie usytuowane były dwa domy na horodniach, a dalej piekarnia. Także po lewej stronie od bramy, był budynek z piwnicą. W wieży usytuowanej po prawej stronie od bramy Mikołaj Radziwiłł w 1511 roku urządził i uposażył wsią Szpakowo kaplicę zamkową pod wezwaniem św. Trójcy i Bożej Rodzicielki. W niej znajdowały się w 1571 r. trzy małe ołtarze.Pod zamkiem nad Biebrzą usytuowane były dwie stajnie na 80 koni, dom, browar i kolejne dwie piekarnie. W 1573 roku starostą goniądzkim został chorąży bełski Stanisław Trojan z Orłowa, który został wprowadzony (introminowany) na zamek. W 1593 roku wzmiankowano proboszcza przy zamku goniądzkim.  
Z zamku do dzisiaj nie przetrwały żadne ślady. Na jednym z pagórków zwanym dziś "Górą Glińskich" według miejscowej tradycji mógł stać zamek goniądzki. W roku 1804 założono tam cmentarz. Innym domniemanym miejscem, w którym mógł stać zamek, jest teren zakładu poprawczego.